# ساير (حبيبة إنجوس)
ساير (بالإنجليزية: Caer)‏ هي عذراء، بجعة إيرلندية، وقع في حبها إينجوس Aengus (رب الشعر). فصار بجعة هو الآخر.

## الأسطورة
ذات مرة أزعج إنجوس حلم ظهرت فيه عذراء شابة، فوقع في حبها وصار مدنفا حبا. أخبر أمه بوان فبحثت في كل إيرلندا عن عذراء، وظلت تبحث عنها عاما بكامله ولم تعثر عليها. فاستدعى أمه وراح هو نفسه يطوف إيرلندا كلها عاما بكامله وبمساعدة داغدا، فلم يعثر على العذراء. فأخذوه إلى بحيرة دراغون ماوث، فرأى هناك 150 عذراء كل اثنتين مكبلتان بسلاسل من ذهب. وراح يخالس النظر وعلى الفور عرفها واسمها ساير Caer ابنة إثال وأنوبال، وهي أميرة من الأميرات.
وفي بداية تشرين الأول (نوفمبر) تحولت هي وكل العذارى إلى بجع لمدة عام. وقالوا له إن كنت تعرفها وهي بجعة من بين البجع فسوف تتزوجها. وفي بداية تشرين الأول ذهب إلى البحيرة باحثا عن حبه، وعلى الفور وجدها فحول نفسه إلى بجعة وانضم إليها. وراحا يغنيان معا أغنية جميلة لم يسمعها أحدٌ إلَّا نام ثلاثة أيام بلياليها. وصار لإنجوس ابن اسمه ديارمويد يادوبني أي ديارمويد صاحب بقعة الحب.